# Nove (Italia)
Nove (Łe Nóve /eˈnove, leˈnove/ in veneto) è un comune italiano di 4 904 abitanti della provincia di Vicenza, noto per la produzione della ceramica artistica.

## Geografia fisica
L'origine, la vita economica e la storia del comune di Nove sono legate al fiume Brenta che lo delimita, a est, per tutta la sua lunghezza. Il paese, infatti, è posto sul cono di deiezione del fiume al confine con Bassano del Grappa e parte del suo territorio, un tempo alveo del fiume, si è venuto formando con i depositi delle pietre, le esondazioni ("le brentane") e l'acquisizione di terreno derivante dalla progressiva deviazione del fiume stesso. L'odierna piazza di Nove e la parte orientale del paese erano il fondo e l'ampio letto del fiume.
Nella zona di Nove sfocia nel Brenta il piccolo torrente Longhella, che nasce nei pressi di Marostica e che, sempre a Nove, riceve le acque dell'altro torrente Silan.

## Origini del nome
La località prende il nome dalle terrae novae ottenute con il dissodamento della Vegra, ossia della vasta estensione di terreni incolti un tempo ivi esistente.

## Storia

### Medioevo
Sino alla metà del secolo XV Nove fu una "contracta Marostice"; man mano che si formavano e consolidavano nuove terre, esse venivano cedute alle famiglie che qui venivano ad insediarsi. Nel XIV secolo già vi risiedevano alcune famiglie: la più antica di cui si abbia memoria è la famiglia Tomasoni che possedeva terreno coltivato e sfruttava l'acqua di una roggia derivata dal Brenta, per muovere una ruota da mulino e una sega per tagliare il legname. Fu il punto di partenza di un'attività protoindustriale che creò ricchezza e sempre più numerosi insediamenti.
Verso la metà del Trecento, durante la signoria scaligera, il territorio fu sottoposto, sotto l'aspetto amministrativo, al Vicariato civile di Marostica e tale rimase, anche sotto la dominazione veneziana, sino alla fine del XVIII secolo.
Verso il 1443 Nove ottenne da Marostica l'indipendenza per l'organizzazione della vita religiosa. Nel 1453 gli abitanti cominciarono la costruzione di una chiesa dedicata a San Pietro Apostolo. Nove divenne parrocchia autonoma il 4 dicembre 1453.

### Età moderna
La dipendenza da Marostica, sotto l'aspetto amministrativo ed economico rimase inalterata fino all'inizio del XVII secolo. Nel 1602 Nove, ormai diventata un centro attivo e prospero, chiese la separazione da Marostica. Questa esperienza durò solo poco tempo, perché ben presto, nel 1632, le due comunità si riunirono nuovamente. Nel secolo seguente, a causa dei disordini scoppiati a Marostica, Nove chiese e ottenne definitivamente l'autonomia che è rimasta fino ad oggi.

### Età contemporanea
Il giorno 6 novembre 1796 l'abitato e la comunità di Nove furono coinvolti nella battaglia - chiamata, appunto, "Battaglia delle Nove" - in cui si scontrarono le truppe francesi dell'Armée d'Italie, guidate da Napoleone Bonaparte, e quelle austriache, durante la prima campagna d'Italia (1796-1797).
In quella giornata rimasero sul campo cinquemila uomini, tre mila dei quali erano i francesi; l'esito della battaglia fu favorevole agli austriaci, che riuscirono a conservare le proprie posizioni, mentre il giorno seguente i francesi si ritirarono verso Vicenza.
L'essere stato teatro della battaglia segnò profondamente la storia della comunità novese: il dover assistere agli scontri, l'arrivo di Napoleone proveniente da Fontaniva sul suo cavallo bianco, gli echi del consiglio di guerra tenuto da Napoleone e dai suoi generali nell'oratorio di San Giovanni Nepomuceno fanno parte della memoria collettiva e della tradizione popolare orale dei novesi. La battaglia del Brenta divenne in seguito, in un poema dell'abate dal Pian, stampato a Venezia nel 1804, la Battaglia delle Nove.
La stessa produzione ceramica di fischietti popolari, chiamati i "cuchi", viene a collegarsi storicamente all'arrivo dei francesi: essi costituiscono una scherzosa, beffarda e ironica rappresentazione di Napoleone e dei dominatori in genere.
Nell'ambito della Battaglia degli Altipiani dal 20 maggio 1916 arriva una Sezione della 46ª Squadriglia che il 19 luglio diventa 49ª Squadriglia, la quale resta fino al 17 agosto 1917.
Dalla fine di maggio 1916 arriva anche la 28ª Squadriglia che rimane fino al 30 luglio successivo.
Il 1º gennaio 1917 arriva il VII Gruppo (poi 7º Gruppo Autonomo Caccia Terrestre) fino al 13 marzo 1918.
Il 14 settembre 1917 arriva la 33ª Squadriglia fino al 1º novembre tornando il 13 dicembre fino alla metà di marzo 1918, il 2 novembre 1917 la 79ª Squadriglia restando fino al marzo 1918, il 9 novembre 1917 una Sezione arriva Nove dove riceve la 2ª Sezione che alla metà del mese per formare la 139ª Squadriglia dal 20 novembre restando fino al 14 dicembre ed il 10 novembre 1917 la 26ª Squadriglia.
Nei primi mesi del 1918, la base sarà assegnata ai francesi che vi opereranno con diverse formazioni: AR22 (Escadrille 22 che arriva il 13 marzo), AR254, BR221, SOP206 (con i Sopwith 1½ Strutter) e 214 che arriva il 19 marzo rimanendo fino al 7 aprile. A partire dal mese di marzo alcuni reparti francesi torneranno in patria, lasciando le squadriglie AR22 (fino al 18 marzo 1919) e AR254.

## Monumenti e luoghi d'interesse
- Museo Civico della Ceramica di Nove
- Museo Diffuso di Nove, Un viaggio alla scoperta del territorio di Nove, tra musei, scuole, antiche manifatture e sculture a cielo aperto.
- Palazzo Baccin Bibliomuseo
- L'antico mulino “pestasassi” Baccin Cecchetto ora Stringa
- Chiesa dei Santi Pietro e Paolo, costruita all'inizio del XIX secolo su progetto di Giovanni Luigi De Boni.

## Società

### Evoluzione demografica
Abitanti censiti

### Tradizioni e folclore
La Pissota è una rappresentazione popolare svolta negli anni dispari (scelti per non avere concorrenza dalla partita a scacchi di Marostica). Inscena una tombola a personaggi viventi. I numeri sono accompagnati da simboli della realtà contadina e territoriale novese: una specie di "smorfia", ma in lingua veneta.

### Qualità della vita e riconoscimenti
- Comune Riciclone 2011 - Premio imballaggi in plastica: un importante riconoscimento di Legambiente, che premia Nove come primo comune del nord Italia per la raccolta pro-capite degli imballaggi in plastica[17].

## Cultura

### Istruzione
A Nove vi sono una scuola dell'infanzia (privata paritaria), una scuola primaria, una scuola secondaria di primo grado e una scuola secondaria di secondo grado (liceo artistico).
Nel capoluogo vi è anche la Biblioteca comunale, che fa parte della rete di biblioteche vicentine online.

### Musei
A Nove è presente un museo civico della ceramica, dedicato all'arte radicata da secoli in questo centro, nel quale si trova anche un vaso dell'artista Pablo Picasso.
Museo Diffuso di Nove, Un viaggio alla scoperta del territorio di Nove, tra musei, scuole, antiche manifatture e sculture a cielo aperto.
Inoltre è presente un mulino spaccasassi Baccin Cecchetto ora Stringa, con il quale si preparava la polvere per la fabbricazione della ceramica; nel mondo ne esistono 5, tutti in Europa.

## Economia

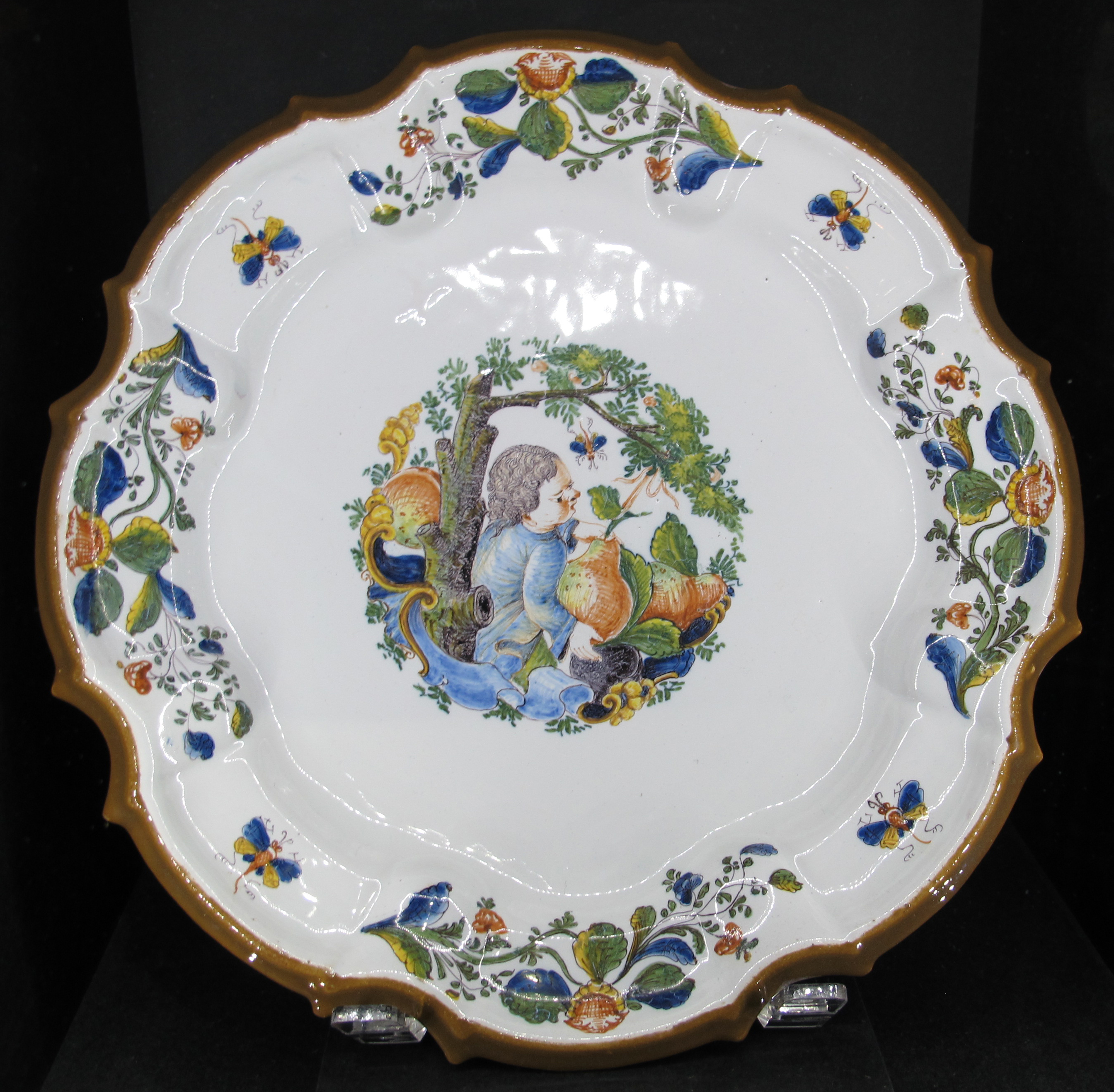
Porcellana di Nove, manifattura P. Antonibon, 1750-70 ca., collezione privata.

La vicinanza al fiume ha favorito l'insediamento di attività artigianali che hanno saputo sfruttare la forza motrice dell'acqua.
Cesare Cantù così scrive di Nove nei suoi volumi di storia sul Lombardo-Veneto: "Nel mezzo scorre una roggia, alla cui forza motrice si deve l'origine e la ricchezza del paese; poiché volge mulini, seghe, magli, folli, filatoi di seta, meccanismi da pestare le pietre onde vengono lavorate le stoviglie... Può calcolarsi che le fabbriche di stoviglie, i 4 magli di battiferro, le tre gran seghe di legname, i sette mulini da grano, i due folli ed un opificio a torcere la seta, ultima memoria dei tanti di cui una volta, mettano settimanalmente in circolazione nel paese ben più di 1250 franchi animando l'intero commercio di molti piccoli esercenti... I cittadini erano divisi in artigiani ed agricoltori con una piccola prevalenza de' principi".
Nei tempi più recenti l'economia del territorio novese è principalmente legata ad aziende operanti nel settore della produzione, decorazione e vendita di manufatti artistici in ceramica artistica e terracotta, attività iniziata già nel Seicento. Non mancano tuttavia altre attività nel settore delle costruzioni, quella manifatturiera di tipo artigianale e, infine, l’agricoltura.
Vi è, altresì, un’importante rete di strutture ed entità che supportano il sistema imprenditoriale: il commercio, le altre attività di servizi ove prevalgono le attività immobiliari e i servizi alla persona (acconciatori, estetiste, barbieri ecc.), le attività inerenti all’alloggio e alla ristorazione, i servizi di trasporto e i servizi finanziari.
La struttura produttiva di questo territorio è composta principalmente da tante piccole e medie imprese, capaci di competere nel mondo dell’imprenditoria grazie alla loro flessibilità, alla specializzazione, all’elevato tasso tecnologico e ai livelli qualitativi raggiunti.

### La ceramica di Nove
Nove è conosciuta nel mondo come “La Città della Ceramica” perché da secoli qui si fa ceramica, attività artistica favorita da una congiunzione di fattori politici, economici ed ambientali favorevoli, che è esportata e conosciuta in tutto il mondo.
Nel 1752 Pasquale Antonibon, discendente da una famiglia di produttori di maioliche, ottenne dal consiglio dei “Savi della Mercanzia” (una specie di Ministero per il Commercio) della Repubblica Veneta - che riteneva importante incentivare la produzione della ceramica per limitare le importazioni ed espandere l’esportazione - il privilegio di produrre maiolica di qualità per vent'anni anche grazie all'esenzione delle tasse.
Dopo gli Antonibon nacquero altre importanti manifatture come quelle di Baccin, Antonio Zen, Cecchetto, Zanolli-Sebellin-Zarpellon, San Marco, Dal Prà e molte altre, ottenendo notevoli risultati grazie anche all'assunzione di validi artisti modellatori e decoratori. Questo settore storico ha saputo anche rinnovarsi nel tempo, conquistando quote di mercato sia in Italia che all'estero.
Il marchio "NOVE" ha impresso un sigillo su una tradizione decorativa che si è sempre distinta nella produzione italiana, nota come "FIORI NOVE”, una ricca composizione floreale barocca che raggiunse i massimi esiti nel XIX secolo, composta dal fiore della rosa, attorniato da molte altre specie floreali che i pittori da sempre copiano dal vero.

## Amministrazione
| Periodo | Periodo   | Primo cittadino      | Partito         | Carica      | Note |
| ------- | --------- | -------------------- | --------------- | ----------- | ---- |
|         | 1971      | Vito Dalla Gassa     | DC              | Sindaco     |      |
| 1971    | 1985      | Tiziano Battistella  | DC              | Sindaco     |      |
| 1985    | 1995      | Luciano Ferraro      | DC              | Sindaco     |      |
| 1995    | 2004      | Franco Bordignon     | Centro-sinistra | Sindaco     |      |
| 2004    | 2009      | Manuele Bozzetto     | Centro-sinistra | Sindaco     |      |
| 2009    | 2014      | Manuele Bozzetto     | Centro-destra   | Sindaco     |      |
| 2014    | 2019      | Chiara Luisetto      | Centro-sinistra | Sindaca     |      |
| 2019    | 2022      | Raffaella Campagnolo | Centro-sinistra | Sindaca     |      |
| 2022    | 2023      | Renata Carletti      |                 | Comm. pref. |      |
| 2023    | in carica | Luca Rebellato       | Centro-destra   | Sindaco     |      |

### Gemellaggi
- Welkenraedt
- Langhirano
- Montelupo Fiorentino
- Carlos Barbosa